# وراوی (دشتی)
وراوی، روستایی است از توابع بخش مرکزی در شهرستان دشتی استان بوشهر ایران.

## جمعیت
این روستا در دهستان خورموج قرار دارد و بر اساس سرشماری سال ۱۳۸۵ جمعیت آن (۳۹ خانوار) ۱۸۴ نفر است.
روستای وراوی در طول جغرافیایی ۵۱درجه و ۱۶دقیقه شمالی و عرض جغرافیایی ۳۳درجه و ۲۸دقیقه شرقی و در ارتفاع ۵۸متری از سطح دریا واقع شده‌است. وراوی در ۱۴کیلومتری جنوب شرقی خورموج که با مسیر اصلی تازه آسفالت شده آن از میان روستای محمدآباد تا وراوی حدود ۱۰کیلومتر می‌باشد. به دلایل متعدد اکثر اهالی آن ساکن مرکز شهرستان شده‌اند. نام خانوادگی اکثر اهالی آن تیموری و وراوی و سالمی و گرگویی می‌باشد. شغل مردم روستا اکثراً کشاورزی می‌باشد و تعدادی از جوانان روستا در مرکز شهرستان مشغول به کارند. آثار باستانی مشهور آن کلات وراوی است که حدوداً در سه کیلومتری غرب روستا در کوهستان قرار دارد و دارای یک مدرسه قدیمی است که قبلاً از اکثر روستاهای اطراف جهت تحصیل به این مدرسه می‌آمدند.